# 2001-es ifjúsági labdarúgó-világbajnokság
A 2001-es ifjúsági labdarúgó-világbajnokságot június 17. és július 8. között rendezték Argentínában. A világbajnokságon 24 csapat vett részt. A világbajnokságot a házigazda argentin válogatott nyerte meg, ezzel negyedszer lettek ebben a korosztályban világbajnokok.

## Résztvevők
| Konföderáció                                      | Csapatok                                                                    |
| ------------------------------------------------- | --------------------------------------------------------------------------- |
| AFC (Ázsia)                                       | Irak · Irán · Japán · Kína                                                  |
| CAF (Afrika)                                      | Angola · Egyiptom · Etiópia · Ghána                                         |
| CONCACAF (Észak és Közép-amerikai, Karibi térség) | Costa Rica · Egyesült Államok · Jamaica · Kanada                            |
| CONMEBOL (Dél-Amerika)                            | Brazília · Chile · Ecuador · Paraguay                                       |
| OFC (Óceánia)                                     | Ausztrália                                                                  |
| UEFA (Európa)                                     | Csehország · Finnország · Franciaország · Hollandia · Németország · Ukrajna |
| Rendező ország                                    | Argentína                                                                   |

## Játékvezetők
| Afrika - Coffi Codjia - Hichem Guirat - Abdullhakim Shelmani - Hailemelak Tessema Ázsia - Naser Al Hamdan - Szun Pao-csie - Kamikava Tóru - Shamsul Maidin Dél-Amerika - Carlos Amarilla - Guido Aros - Wilson de Souza - Claudio Martín | Észak-, Közép-Amerika és a Karibi-térség - Jagdeesh Bhimull - José Piñeda - Kevin Stott Európa - Sorin Corpodean - Orhan Erdemir - Alain Hamer - Terje Hauge - Thomas McCurry - Manuel Mejuto González Óceánia - Mark Shield |

## Csoportkör
A csoportokból az első két helyezett, illetve a négy legjobb harmadik helyezett jutott tovább a nyolcaddöntőbe. Onnantól egyenes kieséses rendszerben folytatódott a torna.
| Jelmagyarázat |
| --- |
| A csoportok első két helyezettje bejutott az egyenes kieséses szakaszba                                               |
| A csoportok négy legjobb harmadik helyezettje bejutott az egyenes kieséses szakaszba                                  |
| A csoportok két legrosszabb harmadik helyezettjének és a csoportok negyedik helyezettjének véget ért a világbajnokság |

### A csoport
| Csapat     | M | Gy | D | V | G+ | G– | Gk  | P |
| ---------- | - | -- | - | - | -- | -- | --- | - |
| Argentína  | 3 | 3  | 0 | 0 | 14 | 2  | +12 | 9 |
| Egyiptom   | 3 | 1  | 1 | 1 | 3  | 8  | −5  | 4 |
| Finnország | 3 | 1  | 0 | 2 | 2  | 4  | −2  | 3 |
| Jamaica    | 3 | 0  | 1 | 2 | 1  | 6  | −5  | 1 |

| 2001. június 17. 14:00 |

| Argentína                      | 2–0               | Finnország |
| ------------------------------ | ----------------- | ---------- |
| Rodríguez 38' D'Alessandro 67' | (1–0) Jegyzőkönyv |            |

| Estadio José Amalfitani, Buenos Aires Nézőszám: 24 000 Játékvezető: Szun Pao-csie (kínai) |

| 2001. június 17. 16:45 |

| Egyiptom | 0–0         | Jamaica |
| -------- | ----------- | ------- |
|          | Jegyzőkönyv |         |

| Estadio José Amalfitani, Buenos Aires Nézőszám: 2000 Játékvezető: Guido Aros (chilei) |

| 2001. június 20. 14:00 |

| Jamaica | 0–1               | Finnország   |
| ------- | ----------------- | ------------ |
|         | (0–0) Jegyzőkönyv | Väyrynen 87' |

| Estadio José Amalfitani, Buenos Aires Nézőszám: 4000 Játékvezető: Shamsul Maidin (szingapúri) |

| 2001. június 20. 16:45 |

| Egyiptom     | 1–7               | Argentína                                                                                |
| ------------ | ----------------- | ---------------------------------------------------------------------------------------- |
| El Yamany 5' | (1–4) Jegyzőkönyv | Saviola 7' 15' 44' (11-esből) Coloccini 20' Romagnoli 55' Rodríguez 64' Amin 67' (öngól) |

| Estadio José Amalfitani, Buenos Aires Nézőszám: 25 000 Játékvezető: Alain Hamer (luxemburgi) |

| 2001. június 23. 14:00 |

| Argentína                                              | 5–1               | Jamaica     |
| ------------------------------------------------------ | ----------------- | ----------- |
| Coloccini 3' Saviola 7' 86' (11-esből) Herrera 14' 38' | (3–0) Jegyzőkönyv | Dawkins 78' |

| Estadio José Amalfitani, Buenos Aires Nézőszám: 27 000 Játékvezető: Naser Al Hamdan (Szaúd-arábiai) |

| 2001. június 23. 16:45 |

| Finnország  | 1–2               | Egyiptom           |
| ----------- | ----------------- | ------------------ |
| Sjölund 74' | (0–1) Jegyzőkönyv | Hamza 10' Riad 62' |

| Estadio José Amalfitani, Buenos Aires Nézőszám: 3000 Játékvezető: Wilson De Souza (brazil) |

### B csoport
| Csapat      | M | Gy | D | V | G+ | G– | Gk | P |
| ----------- | - | -- | - | - | -- | -- | -- | - |
| Brazília    | 3 | 3  | 0 | 0 | 10 | 1  | +9 | 9 |
| Németország | 3 | 2  | 0 | 1 | 7  | 3  | +4 | 6 |
| Irak        | 3 | 1  | 0 | 2 | 5  | 9  | −4 | 3 |
| Kanada      | 3 | 0  | 0 | 3 | 0  | 9  | −9 | 0 |

| 2001. június 17. 14:00 |

| Brazília      | 2–0               | Németország |
| ------------- | ----------------- | ----------- |
| Robert 9' 11' | (2–0) Jegyzőkönyv |             |

| Estadio Olímpico Chateau Carreras, Córdoba Nézőszám: 5100 Játékvezető: Kevin Stott (amerikai) |

| 2001. június 17. 16:45 |

| Irak                                 | 3–0               | Kanada |
| ------------------------------------ | ----------------- | ------ |
| Mohammed 21' Siamand 33' Hanoosh 43' | (3–0) Jegyzőkönyv |        |

| Estadio Olímpico Chateau Carreras, Córdoba Nézőszám: 5100 Játékvezető: Coffi Codjia (benini) |

| 2001. június 20. 14:00 |

| Kanada | 0–4               | Németország                 |
| ------ | ----------------- | --------------------------- |
|        | (0–1) Jegyzőkönyv | Auer 18' 67' 70' Preuss 83' |

| Estadio Olímpico Chateau Carreras, Córdoba Nézőszám: 1000 Játékvezető: Hailemelak Tessema (etióp) |

| 2001. június 20. 16:45 |

| Irak         | 1–6               | Brazília                                                        |
| ------------ | ----------------- | --------------------------------------------------------------- |
| Mohammed 82' | (0–5) Jegyzőkönyv | Fernando 8' (11-esből) Pinga 13' Robert 27' 72' Adriano 29' 45' |

| Estadio Olímpico Chateau Carreras, Córdoba Nézőszám: 1000 Játékvezető: Sorin Corpodean (román) |

| 2001. június 23. 14:00 |

| Brazília               | 2–0               | Kanada |
| ---------------------- | ----------------- | ------ |
| Adriano 21' Robert 65' | (1–0) Jegyzőkönyv |        |

| Estadio Olímpico Chateau Carreras, Córdoba Nézőszám: 1500 Játékvezető: Jagdeesh Bhimull (Trinidad és Tobagó-i) |

| 2001. június 23. 16:45 |

| Németország                            | 3–1               | Irak                    |
| -------------------------------------- | ----------------- | ----------------------- |
| Preuss 40' Munaim 60' (öngól) Auer 65' | (1–1) Jegyzőkönyv | Lapaczinksi 37' (öngól) |

| Estadio Olímpico Chateau Carreras, Córdoba Nézőszám: 2000 Játékvezető: Hichem Guirat (tunéziai) |

### C csoport
| Csapat           | M | Gy | D | V | G+ | G– | Gk | P |
| ---------------- | - | -- | - | - | -- | -- | -- | - |
| Ukrajna          | 3 | 1  | 2 | 0 | 5  | 3  | +2 | 5 |
| Egyesült Államok | 3 | 1  | 1 | 1 | 5  | 3  | +2 | 4 |
| Kína             | 3 | 1  | 1 | 1 | 1  | 1  | 0  | 4 |
| Chile            | 3 | 1  | 0 | 2 | 4  | 8  | −4 | 3 |

| 2001. június 17. 14:00 |

| Egyesült Államok | 0–1               | Kína   |
| ---------------- | ----------------- | ------ |
|                  | (0–0) Jegyzőkönyv | Qu 50' |

| Estadio Malvinas Argentinas, Mendoza Nézőszám: 7500 Játékvezető: Hichem Guirat (tunéziai) |

| 2001. június 17. 16:45 |

| Chile                  | 2–4               | Ukrajna                                        |
| ---------------------- | ----------------- | ---------------------------------------------- |
| Millar 38' Pardo 90+2' | (1–2) Jegyzőkönyv | Byelik 14' 50' Oyarzun 36' (öngól) Valeyev 78' |

| Estadio Malvinas Argentinas, Mendoza Nézőszám: 7500 Játékvezető: Naser Al Hamdan (Szaúd-arábiai) |

| 2001. június 20. 14:00 |

| Ukrajna | 0–0         | Kína |
| ------- | ----------- | ---- |
|         | Jegyzőkönyv |      |

| Estadio Malvinas Argentinas, Mendoza Nézőszám: 3500 Játékvezető: Jagdeesh Bhimull (Trinidad és Tobagó-i) |

| 2001. június 20. 16:45 |

| Chile      | 1–4               | Egyesült Államok                    |
| ---------- | ----------------- | ----------------------------------- |
| Valdés 28' | (1–2) Jegyzőkönyv | Beasley 6' 40' Davis 69' Buddle 75' |

| Estadio Malvinas Argentinas, Mendoza Nézőszám: 5500 Játékvezető: Claudio Martín (argentin) |

| 2001. június 23. 14:00 |

| Egyesült Államok | 1–1               | Ukrajna    |
| ---------------- | ----------------- | ---------- |
| Arena 39'        | (1–0) Jegyzőkönyv | Stoyan 89' |

| Estadio Malvinas Argentinas, Mendoza Nézőszám: 7000 Játékvezető: Carlos Amarilla (paraguayi) |

| 2001. június 23. 16:45 |

| Kína | 0–1               | Chile       |
| ---- | ----------------- | ----------- |
|      | (0–0) Jegyzőkönyv | Berrios 87' |

| Estadio Malvinas Argentinas, Mendoza Nézőszám: 8000 Játékvezető: Coffi Codjia (benini) |

### D csoport
| Csapat     | M | Gy | D | V | G+ | G– | Gk | P |
| ---------- | - | -- | - | - | -- | -- | -- | - |
| Angola     | 3 | 1  | 2 | 0 | 3  | 2  | +1 | 5 |
| Csehország | 3 | 1  | 1 | 1 | 3  | 3  | 0  | 4 |
| Ausztrália | 3 | 1  | 1 | 1 | 3  | 4  | −1 | 4 |
| Japán      | 3 | 1  | 0 | 2 | 4  | 4  | 0  | 3 |

| 2001. június 18. 14:00 |

| Angola | 0–0         | Csehország |
| ------ | ----------- | ---------- |
|        | Jegyzőkönyv |            |

| Estadio Newell's Old Boys, Rosario Nézőszám: 1500 Játékvezető: José Piñeda (hondurasi) |

| 2001. június 18. 16:45 |

| Japán | 0–2               | Ausztrália                   |
| ----- | ----------------- | ---------------------------- |
|       | (0–0) Jegyzőkönyv | Haneda 59' (öngól) Owens 69' |

| Estadio Newell's Old Boys, Rosario Nézőszám: 5000 Játékvezető: Orhan Erdemir (török) |

| 2001. június 21. 14:00 |

| Ausztrália | 0–3               | Csehország                  |
| ---------- | ----------------- | --------------------------- |
|            | (0–2) Jegyzőkönyv | Musil 27' Jun 30' Macek 47' |

| Estadio Newell's Old Boys, Rosario Nézőszám: 1200 Játékvezető: Carlos Amarilla (paraguayi) |

| 2001. június 21. 16:45 |

| Japán       | 1–2               | Angola                 |
| ----------- | ----------------- | ---------------------- |
| Jamasze 61' | (0–1) Jegyzőkönyv | Mendonça 9' Rascas 81' |

| Estadio Newell's Old Boys, Rosario Nézőszám: 2000 Játékvezető: Manuel Mejuto González (spanyol) |

| 2001. június 24. 14:00 |

| Angola        | 1–1               | Ausztrália           |
| ------------- | ----------------- | -------------------- |
| Mantorras 12' | (1–0) Jegyzőkönyv | Owens 82' (11-esből) |

| Estadio Newell's Old Boys, Rosario Nézőszám: 3500 Játékvezető: Alain Hamer (luxemburgi) |

| 2001. június 24. 16:45 |

| Csehország | 0–3               | Japán                                |
| ---------- | ----------------- | ------------------------------------ |
|            | (0–0) Jegyzőkönyv | Moriszaki 74' Jamasze 80' Tahara 87' |

| Estadio Newell's Old Boys, Rosario Nézőszám: 8500 Játékvezető: Kevin Stott (amerikai) |

### E csoport
| Csapat     | M | Gy | D | V | G+ | G– | Gk | P |
| ---------- | - | -- | - | - | -- | -- | -- | - |
| Costa Rica | 3 | 3  | 0 | 0 | 7  | 2  | +5 | 9 |
| Ecuador    | 3 | 1  | 1 | 1 | 3  | 3  | 0  | 4 |
| Hollandia  | 3 | 1  | 1 | 1 | 5  | 6  | −1 | 4 |
| Etiópia    | 3 | 0  | 0 | 3 | 4  | 8  | −4 | 0 |

| 2001. június 18. 14:00 |

| Ecuador             | 2–1               | Etiópia       |
| ------------------- | ----------------- | ------------- |
| Miña 25' Guagua 63' | (1–1) Jegyzőkönyv | Andargachw 4' |

| Estadio Padre Ernesto Martearena, Salta Nézőszám: 14 000 Játékvezető: Mark Shield (ausztrál) |

| 2001. június 18. 16:45 |

| Hollandia | 1–3               | Costa Rica                |
| --------- | ----------------- | ------------------------- |
| Hersi 63' | (0–1) Jegyzőkönyv | Montero 38' Parks 48' 54' |

| Estadio Padre Ernesto Martearena, Salta Nézőszám: 14 000 Játékvezető: Abdullhakim Shelmani (líbiai) |

| 2001. június 21. 14:00 |

| Costa Rica             | 3–1               | Etiópia        |
| ---------------------- | ----------------- | -------------- |
| Parks 8' 49' Scott 61' | (1–0) Jegyzőkönyv | Yordanos 90+2' |

| Estadio Padre Ernesto Martearena, Salta Nézőszám: 10 000 Játékvezető: Thomas McCurry (skót) |

| 2001. június 21. 16:45 |

| Ecuador    | 1–1               | Hollandia |
| ---------- | ----------------- | --------- |
| Vargas 85' | (0–1) Jegyzőkönyv | Colin 21' |

| Estadio Padre Ernesto Martearena, Salta Nézőszám: 10 000 Játékvezető: Kamikava Tóru (japán) |

| 2001. június 24. 14:00 |

| Ecuador | 0–1               | Costa Rica    |
| ------- | ----------------- | ------------- |
|         | (0–0) Jegyzőkönyv | Hernández 85' |

| Estadio Padre Ernesto Martearena, Salta Nézőszám: 15 000 Játékvezető: Terje Hauge (norvég) |

| 2001. június 24. 16:45 |

| Etiópia                               | 2–3               | Hollandia                        |
| ------------------------------------- | ----------------- | -------------------------------- |
| Zewdu 52' (11-esből) Andargachw 90+2' | (0–2) Jegyzőkönyv | Kolk 22' Hersi 41' Huntelaar 78' |

| Estadio Padre Ernesto Martearena, Salta Nézőszám: 17 000 Játékvezető: Abdullhakim Shelmani (líbiai) |

### F csoport
| Csapat        | M | Gy | D | V | G+ | G– | Gk | P |
| ------------- | - | -- | - | - | -- | -- | -- | - |
| Ghána         | 3 | 2  | 1 | 0 | 3  | 1  | +2 | 7 |
| Franciaország | 3 | 1  | 2 | 0 | 7  | 2  | +5 | 5 |
| Paraguay      | 3 | 1  | 1 | 1 | 5  | 4  | +1 | 4 |
| Irán          | 3 | 0  | 0 | 3 | 0  | 8  | −8 | 0 |

| 2001. június 18. 14:00 |

| Ghána                  | 2–1               | Paraguay   |
| ---------------------- | ----------------- | ---------- |
| Essien 58' Boateng 63' | (0–0) Jegyzőkönyv | Guzmán 69' |

| Estadio José María Minella, Mar del Plata Nézőszám: 2000 Játékvezető: Terje Hauge (norvég) |

| 2001. június 18. 16:45 |

| Franciaország                          | 5–0               | Irán |
| -------------------------------------- | ----------------- | ---- |
| Bugnet 59' Mexès 62' Cissé 66' 87' 90' | (0–0) Jegyzőkönyv |      |

| Estadio José María Minella, Mar del Plata Nézőszám: 4500 Játékvezető: Wilson de Souza (brazil) |

| 2001. június 21. 14:00 |

| Franciaország        | 2–2               | Paraguay              |
| -------------------- | ----------------- | --------------------- |
| Bugnet 10' Cissé 48' | (1–0) Jegyzőkönyv | Fretes 53' Devaca 72' |

| Estadio José María Minella, Mar del Plata Nézőszám: 4575 Játékvezető: Mark Shield (ausztrál) |

| 2001. június 21. 16:45 |

| Ghána       | 1–0               | Irán |
| ----------- | ----------------- | ---- |
| Boateng 44' | (1–0) Jegyzőkönyv |      |

| Estadio José María Minella, Mar del Plata Nézőszám: 3950 Játékvezető: Alain Hamer (luxemburgi) |

| 2001. június 24. 14:00 |

| Ghána | 0–0         | Franciaország |
| ----- | ----------- | ------------- |
|       | Jegyzőkönyv |               |

| Estadio José María Minella, Mar del Plata Nézőszám: 13 000 Játékvezető: Claudio Martín (argentin) |

| 2001. június 24. 16:45 |

| Paraguay                 | 2–0               | Irán |
| ------------------------ | ----------------- | ---- |
| González 72' Giménez 89' | (0–0) Jegyzőkönyv |      |

| Estadio José María Minella, Mar del Plata Nézőszám: 6000 Játékvezető: Manuel Mejuto González (spanyol) |

### Harmadik helyezett csapatok sorrendje
| Jelmagyarázat                                                                        |
| ------------------------------------------------------------------------------------ |
| A csoportok négy legjobb harmadik helyezettje bejutott az egyenes kieséses szakaszba |
| A csoportok két legrosszabb harmadik helyezettje kiesett                             |

| Csoport | Csapat     | M | Gy | D | V | G+ | G– | Gk | P |
| ------- | ---------- | - | -- | - | - | -- | -- | -- | - |
| F       | Paraguay   | 3 | 1  | 1 | 1 | 5  | 4  | +1 | 4 |
| C       | Kína       | 3 | 1  | 1 | 1 | 1  | 1  | 0  | 4 |
| E       | Hollandia  | 3 | 1  | 1 | 1 | 5  | 6  | −1 | 4 |
| D       | Ausztrália | 3 | 1  | 1 | 1 | 3  | 4  | −1 | 4 |
| A       | Finnország | 3 | 1  | 0 | 2 | 2  | 4  | −2 | 3 |
| B       | Irak       | 3 | 1  | 0 | 2 | 5  | 9  | −4 | 3 |

## Egyenes kieséses szakasz
|  |                            |                  |                     |                          |                     |                     |                          |               |               |               |                          |                          |                          |  |  |       |       |       |
|  | Nyolcaddöntők              | Nyolcaddöntők    | Nyolcaddöntők       |                          |                     | Negyeddöntők        | Negyeddöntők             | Negyeddöntők  |               |               | Elődöntők                | Elődöntők                | Elődöntők                |  |  | Döntő | Döntő | Döntő |
|  | Nyolcaddöntők              | Nyolcaddöntők    | Nyolcaddöntők       |                          |                     | Negyeddöntők        | Negyeddöntők             | Negyeddöntők  |               |               | Elődöntők                | Elődöntők                | Elődöntők                |  |  | Döntő | Döntő | Döntő |
|  | június 27. – Buenos Aires  |                  |                     |                          |                     |                     |                          |               |               |               |                          |                          |                          |  |  |       |       |       |
|  |                            |                  |                     |                          |                     |                     |                          |               |               |               |                          |                          |                          |  |  |       |       |       |
|  | A1                         | Argentína        | 2                   |                          |                     |                     |                          |               |               |               |                          |                          |                          |  |  |       |       |       |
|  | A1                         | Argentína        | 2                   | július 1. – Buenos Aires |                     |                     |                          |               |               |               |                          |                          |                          |  |  |       |       |       |
|  | CDE3                       | Kína             | 1                   |                          |                     |                     |                          |               |               |               |                          |                          |                          |  |  |       |       |       |
|  | CDE3                       | Kína             | 1                   |                          |                     | Argentína           | Argentína                | 3             |               |               |                          |                          |                          |  |  |       |       |       |
|  | június 27. – Córdoba       |                  |                     |                          |                     | Argentína           | Argentína                | 3             |               |               |                          |                          |                          |  |  |       |       |       |
|  |                            |                  | Franciaország       | Franciaország            | 1                   |                     |                          |               |               |               |                          |                          |                          |  |  |       |       |       |
|  | F2                         | Franciaország    | Franciaország       | Franciaország            | 1                   | 3                   |                          |               |               |               |                          |                          |                          |  |  |       |       |       |
|  | F2                         | Franciaország    |                     |                          |                     | 3                   | július 4. – Buenos Aires |               |               |               |                          |                          |                          |  |  |       |       |       |
|  | B2                         | Németország      | 2                   |                          |                     |                     |                          |               |               |               |                          |                          |                          |  |  |       |       |       |
|  | B2                         | Németország      | 2                   |                          |                     | Argentína           | Argentína                | 5             |               |               |                          |                          |                          |  |  |       |       |       |
|  | június 28. – Salta         |                  |                     |                          |                     | Argentína           | Argentína                | 5             |               |               |                          |                          |                          |  |  |       |       |       |
|  |                            |                  | Paraguay            | Paraguay                 | 0                   |                     |                          |               |               |               |                          |                          |                          |  |  |       |       |       |
|  | E1                         | Costa Rica       | Paraguay            | Paraguay                 | 0                   | 1                   |                          |               |               |               |                          |                          |                          |  |  |       |       |       |
|  | E1                         | Costa Rica       | július 1. – Mendoza |                          |                     | 1                   |                          |               |               |               |                          |                          |                          |  |  |       |       |       |
|  | D2                         | Csehország       | 2                   |                          |                     |                     |                          |               |               |               |                          |                          |                          |  |  |       |       |       |
|  | D2                         | Csehország       | 2                   |                          |                     | Csehország          | Csehország               | 0             |               |               |                          |                          |                          |  |  |       |       |       |
|  | június 28. – Mendoza       |                  |                     |                          |                     | Csehország          | Csehország               | 0             |               |               |                          |                          |                          |  |  |       |       |       |
|  |                            |                  | Paraguay            | Paraguay                 | 1                   |                     |                          |               |               |               |                          |                          |                          |  |  |       |       |       |
|  | C1                         | Ukrajna          | Paraguay            | Paraguay                 | 1                   | 1                   |                          |               |               |               |                          |                          |                          |  |  |       |       |       |
|  | C1                         | Ukrajna          |                     |                          |                     | 1                   | július 8. – Buenos Aires |               |               |               |                          |                          |                          |  |  |       |       |       |
|  | ABF3                       | Paraguay         | 2                   |                          |                     |                     |                          |               |               |               |                          |                          |                          |  |  |       |       |       |
|  | ABF3                       | Paraguay         | 2                   |                          |                     | Argentína           | Argentína                | 3             |               |               |                          |                          |                          |  |  |       |       |       |
|  | június 28. – Rosario       |                  |                     |                          |                     | Argentína           | Argentína                | 3             |               |               |                          |                          |                          |  |  |       |       |       |
|  |                            |                  | Ghána               | Ghána                    | 0                   |                     |                          |               |               |               |                          |                          |                          |  |  |       |       |       |
|  | D1                         | Angola           | Ghána               | Ghána                    | 0                   | 0                   |                          |               |               |               |                          |                          |                          |  |  |       |       |       |
|  | D1                         | Angola           | július 1. – Rosario |                          |                     | 0                   |                          |               |               |               |                          |                          |                          |  |  |       |       |       |
|  | BEF3                       | Hollandia        | 2                   |                          |                     |                     |                          |               |               |               |                          |                          |                          |  |  |       |       |       |
|  | BEF3                       | Hollandia        | 2                   |                          |                     | Hollandia           | Hollandia                | 1             |               |               |                          |                          |                          |  |  |       |       |       |
|  | június 27. – Buenos Aires  |                  |                     |                          |                     | Hollandia           | Hollandia                | 1             |               |               |                          |                          |                          |  |  |       |       |       |
|  |                            |                  | Egyiptom            | Egyiptom                 | 2                   |                     |                          |               |               |               |                          |                          |                          |  |  |       |       |       |
|  | C2                         | Egyesült Államok | Egyiptom            | Egyiptom                 | 2                   | 0                   |                          |               |               |               |                          |                          |                          |  |  |       |       |       |
|  | C2                         | Egyesült Államok |                     |                          |                     | 0                   | július 4. – Córdoba      |               |               |               |                          |                          |                          |  |  |       |       |       |
|  | A2                         | Egyiptom         | 2                   |                          |                     |                     |                          |               |               |               |                          |                          |                          |  |  |       |       |       |
|  | A2                         | Egyiptom         | 2                   |                          |                     | Egyiptom            | Egyiptom                 | 0             |               |               |                          |                          |                          |  |  |       |       |       |
|  | június 28. – Mar del Plata |                  |                     |                          |                     | Egyiptom            | Egyiptom                 | 0             |               |               |                          |                          |                          |  |  |       |       |       |
|  |                            |                  | Ghána               | Ghána                    | 2                   |                     |                          | Bronzmérkőzés | Bronzmérkőzés | Bronzmérkőzés |                          |                          |                          |  |  |       |       |       |
|  | F1                         | Ghána            | Ghána               | Ghána                    | 2                   | 1                   |                          |               |               | Bronzmérkőzés |                          |                          |                          |  |  |       |       |       |
|  | F1                         | Ghána            |                     |                          | július 1. – Córdoba | július 1. – Córdoba | július 1. – Córdoba      |               |               |               | július 8. – Buenos Aires | július 8. – Buenos Aires | július 8. – Buenos Aires |  |  |       |       |       |
|  | E2                         | Ecuador          | 0                   |                          | július 1. – Córdoba | július 1. – Córdoba | július 1. – Córdoba      |               |               |               | július 8. – Buenos Aires | július 8. – Buenos Aires | július 8. – Buenos Aires |  |  |       |       |       |
|  | E2                         | Ecuador          | 0                   |                          |                     | Ghána               | Ghána                    | 2             | Paraguay      | Paraguay      | 0                        |                          |                          |  |  |       |       |       |
|  | június 27. – Córdoba       |                  |                     |                          |                     | Ghána               | Ghána                    | 2             | Paraguay      | Paraguay      | 0                        |                          |                          |  |  |       |       |       |
|  |                            |                  | Brazília            | Brazília                 | 1                   |                     |                          | Egyiptom      | Egyiptom      | 1             |                          |                          |                          |  |  |       |       |       |
|  | B1                         | Brazília         | Brazília            | Brazília                 | 1                   | 4                   |                          | Egyiptom      | Egyiptom      | 1             |                          |                          |                          |  |  |       |       |       |
|  | B1                         | Brazília         |                     |                          |                     |                     |                          |               |               |               |                          |                          |                          |  |  |       |       |       |
|  | ACD3                       | Ausztrália       | 0                   |                          |                     |                     |                          |               |               |               |                          |                          |                          |  |  |       |       |       |
|  | ACD3                       | Ausztrália       | 0                   |                          |                     |                     |                          |               |               |               |                          |                          |                          |  |  |       |       |       |

### Nyolcaddöntők
| 2001. június 27. 14:00 |

| Egyesült Államok | 0–2               | Egyiptom                          |
| ---------------- | ----------------- | --------------------------------- |
|                  | (0–0) Jegyzőkönyv | Riad 76' (11-esből) El Yamany 88' |

| Estadio José Amalfitani, Buenos Aires Nézőszám: 10 000 Játékvezető: Sorin Corpodean (román) |

| 2001. június 27. 17:00 |

| Argentína                  | 2–1               | Kína   |
| -------------------------- | ----------------- | ------ |
| Rodríguez 4' Dominguez 79' | (1–0) Jegyzőkönyv | Qu 55' |

| Estadio José Amalfitani, Buenos Aires Nézőszám: 32 000 Játékvezető: Thomas McCurry (skót) |

| 2001. június 27. 14:00 |

| Franciaország                        | 3–2               | Németország            |
| ------------------------------------ | ----------------- | ---------------------- |
| Cissé 34' (11-esből) 90+3' Mendy 41' | (2–1) Jegyzőkönyv | Auer 19' Burkhardt 78' |

| Estadio Olímpico Chateau Carreras, Córdoba Nézőszám: 35 000 Játékvezető: Guido Aros (chilei) |

| 2001. június 27. 17:00 |

| Brazília                                   | 4–0               | Ausztrália |
| ------------------------------------------ | ----------------- | ---------- |
| Adriano 27' 66' Kaká 53' Eduardo Costa 74' | (1–0) Jegyzőkönyv |            |

| Estadio Olímpico Chateau Carreras, Córdoba Nézőszám: 7895 Játékvezető: Kamikava Tóru (japán) |

| 2001. június 28. 14:00 |

| Ukrajna    | 1–2               | Paraguay                 |
| ---------- | ----------------- | ------------------------ |
| Bielyk 90' | (0–2) Jegyzőkönyv | Benítez 19' González 43' |

| Estadio Malvinas Argentinas, Mendoza Nézőszám: 9000 Játékvezető: José Piñeda (hondurasi) |

| 2001. június 28. 16:45 |

| Angola | 0–2               | Hollandia                  |
| ------ | ----------------- | -------------------------- |
|        | (0–0) Jegyzőkönyv | Mustapha 52' Huntelaar 86' |

| Estadio Newell's Old Boys, Rosario Nézőszám: 5000 Játékvezető: Shamsul Maidin (szingapúri) |

| 2001. június 28. 14:00 |

| Costa Rica | 1–2               | Csehország        |
| ---------- | ----------------- | ----------------- |
| Scott 24'  | (1–1) Jegyzőkönyv | Musil 21' Jun 71' |

| Estadio Padre Ernesto Martearena, Salta Nézőszám: 13 000 Játékvezető: Hailemelak Tessema (etióp) |

| 2001. június 28. 16:45 |

| Ghána      | 1–0               | Ecuador |
| ---------- | ----------------- | ------- |
| Mensah 37' | (1–0) Jegyzőkönyv |         |

| Estadio José María Minella, Mar del Plata Nézőszám: 11 000 Játékvezető: Orhan Erdemir (török) |

### Negyeddöntők
| 2001. július 1. 14:00 |

| Argentína                       | 3–1               | Franciaország |
| ------------------------------- | ----------------- | ------------- |
| Saviola 5' 45+1' (11-esből) 83' | (2–1) Jegyzőkönyv | Mexès 44'     |

| Estadio José Amalfitani, Buenos Aires Nézőszám: 32 000 Játékvezető: Terje Hauge (norvég) |

| 2001. július 1. 16:45 |

| Ghána                        | 2–1               | Brazília    |
| ---------------------------- | ----------------- | ----------- |
| Abdul Razak 80' Mensah 90+3' | (0–1) Jegyzőkönyv | Adriano 44' |

| Estadio Olímpico Chateau Carreras, Córdoba Nézőszám: 11 000 Játékvezető: Manuel Mejuto González (spanyol) |

| 2001. július 1. 14:00 |

| Csehország | 0–1               | Paraguay    |
| ---------- | ----------------- | ----------- |
|            | (0–1) Jegyzőkönyv | Salcedo 31' |

| Estadio Malvinas Argentinas, Mendoza Nézőszám: 6000 Játékvezető: Coffi Codjia (benini) |

| 2001. július 1. 16:45 |

| Hollandia         | 1–2               | Egyiptom               |
| ----------------- | ----------------- | ---------------------- |
| van der Vaart 33' | (1–0) Jegyzőkönyv | Amin 47' El-Yamany 65' |

| Estadio Newell's Old Boys, Rosario Nézőszám: 6500 Játékvezető: Claudio Martín (argentin) |

### Elődöntők
| 2001. július 4. 14:00 |

| Egyiptom | 0–2               | Ghána                            |
| -------- | ----------------- | -------------------------------- |
|          | (0–0) Jegyzőkönyv | Inusah 83' El Atrawy 88' (öngól) |

| Estadio Olímpico Chateau Carreras, Córdoba Nézőszám: 10 000 Játékvezető: Mark Shield (ausztrál) |

| 2001. július 4. 16:45 |

| Argentína                                                  | 5–0               | Paraguay |
| ---------------------------------------------------------- | ----------------- | -------- |
| Saviola 18' 24' Romagnoli 41' D'Alessandro 52' Herrera 70' | (3–0) Jegyzőkönyv |          |

| Estadio José Amalfitani, Buenos Aires Nézőszám: 32 000 Játékvezető: Wilson de Souza (brazil) |

### Bronzmérkőzés
| 2001. július 8. 13:00 |

| Paraguay | 0–1               | Egyiptom      |
| -------- | ----------------- | ------------- |
|          | (0–0) Jegyzőkönyv | El Yamany 64' |

| Estadio José Amalfitani, Buenos Aires Nézőszám: 10 000 Játékvezető: Kamikava Tóru (japán) |

### Döntő
| 2001. július 8. 15:45 |

| Argentína                            | 3–0               | Ghána |
| ------------------------------------ | ----------------- | ----- |
| Colotto 6' Saviola 14' Rodríguez 73' | (2–0) Jegyzőkönyv |       |

| Estadio José Amalfitani, Buenos Aires Nézőszám: 32 000 Játékvezető: Manuel Mejuto González (spanyol) |

## Díjak
| A 2001-es ifjúsági labdarúgó-világbajnokság győztese |
| ---------------------------------------------------- |
| · Argentína · 4. cím'                                |

| 2. helyezett | 3. helyezett | 4. helyezett |
| ------------ | ------------ | ------------ |
| Ghána        | Egyiptom     | Paraguay     |

| Golden Shoe    | Golden Ball    | FIFA Fair Play Díj |
| -------------- | -------------- | ------------------ |
| Javier Saviola | Javier Saviola | Argentína          |

## Gólszerzők
| 11 gólos - Javier Saviola 6 gólos - Adriano - Djibril Cissé 5 gólos - Robert - Benjamin Auer 4 gólos - Maxi Rodríguez - Winston Parks - Mohamed El Yamany 3 gólos - Esteban José Herrera - Oleksiy Byelik 2 gólos - Fabricio Coloccini - Andrés D'Alessandro - Leandro Romagnoli - Greg Owens - Erick Scott - Tomas Jun - Petr Musil - DaMarcus Beasley - Wael Riad - Solomon Andargachw - Herve Bugnet - Philippe Mexès - Derek Boateng - John Mensah - Youssouf Hersi - Klaas-Jan Huntelaar - Emad Mohammed - Jamasze Kódzsi - Qu Bo - Christoph Preuss - Julio Valentín González | 1 gólos - Mantorras - Mendonça - Rascas - Diego Colotto - Alejandro Dominguez - Eduardo Costa - Fernando - Kaká - Pinga - Michal Macek - Mario Berrios - Rodrigo Millar - Sebastian Pardo - Jaime Valdés - Christian Montero - Carlos Hernández - Jorge Guagua - Roberto Miña - Jorge Alberto Vargas - Kenny Arena - Edson Buddle - Bradley Davis - Gamal Hamza - Hussein Amin - Abay Yordanos - Bekele Zewdu - Mika Väyrynen - Daniel Sjölund - Bernard Mendy | 1 gólos (folytatás) - Ibrahim Abdul Razak - Michael Essien - Abass Inusah - Jurgen Colin - Santi Kolk - Rahamat Mustapha - Rafael van der Vaart - Ammar Hanoosh - Salah Al-Deen Siamand - Fabian Dawkins - Moriszaki Kódzsi - Tahara Jutaka - Thorsten Burkhardt - Pedro Benítez - José Devaca - Walter Fretes - Felipe Giménez - Tomás Guzmán - Santiago Salcedo - Denis Stoyan - Ruslan Valeyev öngólos - Luis Oyarzun ( Ukrajna ellen) - Mohamed El Atrawy ( Ghána ellen) - Hussein Amin ( Brazília ellen) - Ibrahim Munaim ( Németország ellen) - Haneda Kendzsi ( Ausztrália ellen) - Denis Lapaczinski ( Irak ellen) |

## Végeredmény
Az első négy helyezett utáni sorrend nem tekinthető hivatalosnak, mivel ezekért a helyekért nem játszottak mérkőzéseket. Ezért e helyezések meghatározásához az alábbiak lettek figyelembe véve:
1. több szerzett pont (a 11-esekkel eldöntött találkozók a hosszabbítást követő eredménnyel, döntetlenként vannak feltüntetve)
2. jobb gólkülönbség
3. több szerzett gól

A hazai csapat eltérő háttérszínnel kiemelve.
| Helyezés | Nemzet           | M | Gy | D | V | G+ | G– | Gk  | P  |
| -------- | ---------------- | - | -- | - | - | -- | -- | --- | -- |
| Arany    | Argentína        | 7 | 7  | 0 | 0 | 27 | 4  | +23 | 21 |
| Ezüst    | Ghána            | 7 | 5  | 1 | 1 | 8  | 5  | +3  | 16 |
| Bronz    | Egyiptom         | 7 | 4  | 1 | 2 | 8  | 11 | −3  | 13 |
| 4.       | Paraguay         | 7 | 3  | 1 | 3 | 8  | 11 | −3  | 10 |
|          |                  |   |    |   |   |    |    |     |    |
| 5.       | Brazília         | 5 | 4  | 0 | 1 | 15 | 3  | +12 | 12 |
| 6.       | Franciaország    | 5 | 2  | 2 | 1 | 11 | 7  | +4  | 8  |
| 7.       | Hollandia        | 5 | 2  | 1 | 2 | 8  | 8  | 0   | 7  |
| 8.       | Csehország       | 5 | 2  | 1 | 2 | 5  | 5  | 0   | 7  |
|          |                  |   |    |   |   |    |    |     |    |
| 9.       | Costa Rica       | 4 | 3  | 0 | 1 | 8  | 4  | +4  | 9  |
| 10.      | Németország      | 4 | 2  | 0 | 2 | 9  | 6  | +3  | 6  |
| 11.      | Ukrajna          | 4 | 1  | 2 | 1 | 6  | 5  | +1  | 5  |
| 12.      | Angola           | 4 | 1  | 2 | 1 | 3  | 4  | −1  | 5  |
| 13.      | Egyesült Államok | 4 | 1  | 1 | 2 | 5  | 5  | 0   | 4  |
| 14.      | Ecuador          | 4 | 1  | 1 | 2 | 3  | 4  | −1  | 4  |
| 15.      | Kína             | 4 | 1  | 1 | 2 | 2  | 3  | −1  | 4  |
| 16.      | Ausztrália       | 4 | 1  | 1 | 2 | 3  | 8  | −5  | 4  |
|          |                  |   |    |   |   |    |    |     |    |
| 17.      | Japán            | 3 | 1  | 0 | 2 | 4  | 4  | 0   | 3  |
| 18.      | Finnország       | 3 | 1  | 0 | 2 | 2  | 4  | −2  | 3  |
| 19.      | Irak             | 3 | 1  | 0 | 2 | 5  | 9  | −4  | 3  |
| 20.      | Chile            | 3 | 1  | 0 | 2 | 4  | 8  | −4  | 3  |
| 21.      | Jamaica          | 3 | 0  | 1 | 2 | 1  | 6  | −5  | 1  |
| 22.      | Etiópia          | 3 | 0  | 0 | 3 | 4  | 8  | −4  | 0  |
| 23.      | Irán             | 3 | 0  | 0 | 3 | 0  | 8  | −8  | 0  |
| 24.      | Kanada           | 3 | 0  | 0 | 3 | 0  | 9  | −9  | 0  |